# 宮地岳村
宮地岳村（みやじだけむら）は熊本県の天草諸島、天草下島に存在していた村。

## 歴史
- 1889年（明治22年）4月1日 - 町村制の施行に伴い、単独で自治体を形成。
- 1957年（昭和32年）3月31日 - 本渡市へ編入。

## 村長
- 中野猛雄